# 7番街駅 (IND)
7番街駅（7ばんがいえき、英語: Seventh Avenue）はニューヨーク市地下鉄IND6番街線とINDクイーンズ・ブールバード線の乗換駅である。マンハッタン区ミッドタウンの7番街と53丁目の交差点に位置し、B系統が平日23時まで、D系統とE系統が終日停車する。駅はINDクイーンズ・ブールバード線内で53丁目の付く駅（5番街/53丁目駅とレキシントン・アベニュー-53丁目駅）などに倣い7番街-53丁目駅（7ばんがい-53ちょうめえき、英語: Seventh Avenue–53rd Street）とも呼ばれ、当駅に停車するB系統がブルックリン区内にて停車する7番街駅と区別されている。

## 駅構造
| G  | 地上階                       | 出入口 |
| M  | 改札階                       | 改札口、駅員詰所、メトロカード券売機 |
| B2 | QBL南行                      | ← ワールド・トレード・センター駅行き（50丁目駅） |
| B2 | 島式ホーム、左側の扉が開く。 | |
| B2 | 6番街線南行                  | → 平日：ブライトン・ビーチ駅行き（47丁目-50丁目-ロックフェラー・センター駅）→ コニー・アイランド-スティルウェル・アベニュー駅行き（47丁目-50丁目-ロックフェラー・センター駅）→ |
| B3 | QBL北行                      | → ジャマイカ・センター-パーソンズ/アーチャー駅行き（5番街/53丁目駅）→ |
| B3 | 島式ホーム、右側の扉が開く。 | |
| B3 | 6番街線北行                  | ← ラッシュ時：ベッドフォード・パーク・ブールバード駅行き（59丁目駅） ← 平日日中：145丁目駅行き（59丁目駅） ← ノーウッド-205丁目駅行き（59丁目駅）                              |

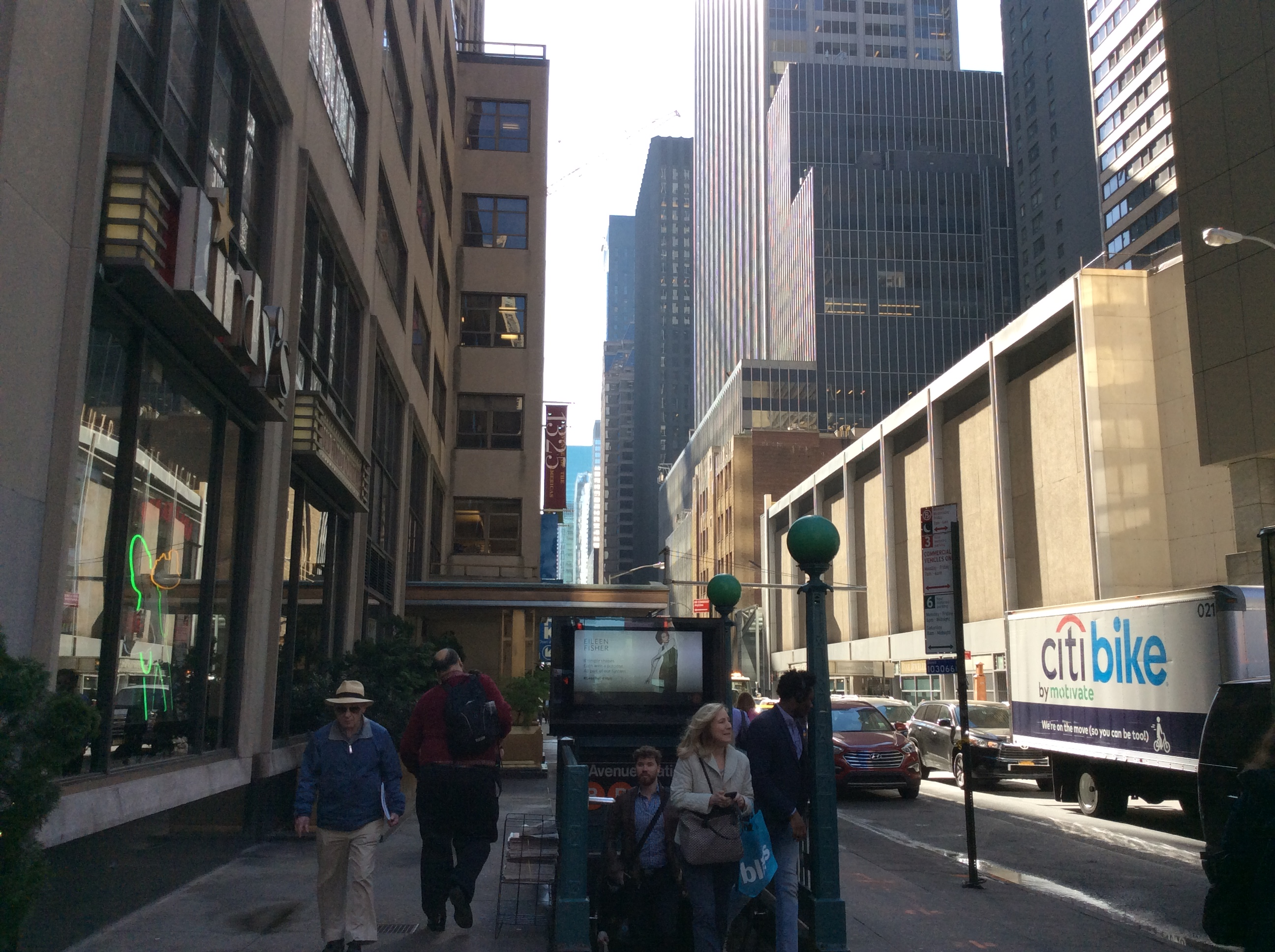
出入口の階段

駅は2層式の構造で1層に島式ホーム1面と線路2線ずつある計2面4線の地下駅である。上層階は南行の列車が、下層階は北行の列車が使用する。駅構内は方向別複々線であるため降りたホームで同じ方向へ向かう別路線の電車に乗り換えることができる。
また、地下鉄の路線図ではあたかもこの駅で6番街線とクイーンズ・ブールバード線の線路が繋がっているかのような表記となっているが実際には接続はなされていない。

### 出入口
- 階段1つ、53丁目とブロードウェイの交差点北東[2]。
- 階段1つ、53丁目とブロードウェイの交差点南東[2]。
- 階段1つ、53丁目と7番街の交差点北東[2]。
- 階段1つ、53丁目と7番街の交差点南東[2]。

## 駅周辺
- シェラトン・ニューヨーク・タイムズスクエアホテル
- ニューヨーク・ヒルトン・ミッドタウン
- コンラッド・ニューヨーク・ミッドタウン